# Gzinka
Gzinka – wieś w Polsce położona w województwie łódzkim, w powiecie łowickim, w gminie Łyszkowice.
Przez wieś przebiega droga wojewódzka nr 704.
Nowa kolonia powstała w latach 80. XVIII wieku, była wsią klucza chruślińskiego arcybiskupów gnieźnieńskich. W latach 1975–1998 miejscowość administracyjnie należała do województwa skierniewickiego.
We wsi urodził się Stanisław Szymański (1898–1920), kawaler Virtuti Militari.
W nocy z 12 na 13 września 1939 żołnierze niemieccy z 10 i 18 Dywizji Piechoty na polu rolnika Franciszka Zawadzkiego zastrzelili 19 osób. 11 pochodziło ze wsi Gzinka, ofiary zbrodni zostały zidentyfikowane.  